# 선호투표제

선호투표제의 투표용지(예시)

선호투표제(選好投票制, 영어: ranked voting system, preferential voting, rank voting)는 유권자가 출마한 후보 전원에 대해 선호 순위를 매겨 투표하는 제도의 하나이다.
매커니즘은 최하위 후보를 하나씩 빼는 식으로, 최종 1인의 당선자가 나올 때까지 결선투표를 무한히 반복하는 것. 그리고 그 작업을 후보자 선호 순위를 표기하는 것으로 단 1번의 투표로 간소화시키는 것이다.
철학자 존 스튜어트 밀은 그의 저서 『대의정부론』에서 선호투표제에 대해 "정치에 있어서 위대한 발견"이라고 극찬하며, 이 제도의 도입을 주창한 바 있다.

## 방식
투표 방식
투표자는 투표용지에 후보자 전원의 선호 순위를 기입한다.

예) 1순위 - 홍길동, 2순위 - 이순신, 3순위 - 김유신, 4순위 - 임꺽정
개표 방식(당선자 결정 방식)
1. 각 투표자가 기입한 1순위 후보를 집계한다. 여기서 과반 득표자가 나오면 그를 당선자로 결정하고, 개표는 종료한다.

2. 과반 득표자가 나오지 않을 경우 최저 득표자를 탈락시킨 뒤, 최저 득표자가 받은 표를 해당 표에 적혀 있는 2순위 후보들에게 분배하여 합산(재집계)한다. 이를 과반 득표자가 나올 때까지 반복한다.

## 용어

### 용어의 혼선
《선호투표제》라는 용어와 《단기 이양식 투표 제도》라는 용어 간 의미의 혼선이 있다. 일부 문헌들은 두 용어를 동의어로 취급한다. 반면 상당수 문헌들은 선호투표 방식이 소선거구처럼 1인의 당선자를 선출하는 경우에 사용되면 선호투표제라고 부르고, 중·대선거구처럼 2인 이상의 당선자를 선출하는 경우에 사용되면 단기 이양식 투표 제도라고 부른다.
한편 이 문서에서는 후자의 방식에 따라 기술하였다. 따라서 이 문서에서의 선호투표제에 대한 설명은 소선거구처럼 1인의 당선자를 선출하는 상황을 전제하고 있다. 반면 선호투표 방식이 중·대선거구처럼 2인 이상의 당선자를 선출하는 경우에 사용될 때에 대해서는 단기 이양식 투표 제도 문서에서 설명한다.
IDEA(International Institute for Democracy and Electoral Assistance) 등의 자료에서는 선호투표제는 유권자들이 투표하는 방식을 이르며, 단기 이양식 투표 제도는 선호투표제를 활용한 의석 배분 방식의 하나인 것으로 정리하고 있다. 즉, 투표시 유권자들이 후보들에 대한 선호 순위를 매겨 투표하는 선호투표제를 소선거구제와 결합시키는 것이 대안투표제, 혹은 즉석결선투표제이며 중·대선거구제와 결합시키는 것이 단기 이양식 투표 제도인 것이다. 이 문헌에서 선호투표제는 다수제의 한 종류이며 단기 이양식 투표 제도는 비례대표제의 한 종류인 것으로 나온다.

## 장점
선호투표제는 결선투표제를 개선한 제도라고 해도 과언이 아니다. 따라서 선호투표제의 장점은 결선투표제와 대비해서 볼 때 잘 드러난다.

### 결선투표제에서와 동일한 장점

#### 대표성 확보
선호투표제에서 당선자는 반드시 과반 득표를 하므로, 투표자의 절대다수로부터 지지받은 자가 된다. 대표성이 확보된다고 할 수 있다.

#### 사표 발생률 억제
사표(死票)란 당선에 기여하지 못한 표, 즉 결과적으로 낙선자에게 던져진 표를 말한다. 단순 다수제에서는 가령 30%의 득표율로도 당선이 될 수 있다. 이 경우 70%의 표는 사표가 되는 것이다. 사표가 많이 나오면, 선거 결과가 국민 전체의 의사와 동떨어질 가능성이 높다. 하지만 선호투표제를 채택할 경우, 당선자는 반드시 50%를 초과하는 득표를 하게 되므로 사표를 50% 미만으로 억제할 수 있다.

#### 콩도르세패자(예: 87년 노태우 후보)의 당선 불가능
총 100명의 유권자들을 세 후보 A, B, C에 대한 선호 순서에 의해 구분하면 아래와 같다. 가령 A>B>C 순으로 후보를 선호하는 유권자는 10명임을 아래 표를 통해 알 수 있다.
| 선호 순서 | 인원 | 인원 |
| ① A>B>C   | 10명 | 40명 |
| ② A>C>B   | 30명 | 40명 |
| ③ B>A>C   | 5명  | 35명 |
| ④ B>C>A   | 30명 | 35명 |
| ⑤ C>A>B   | 0명  | 25명 |
| ⑥ C>B>A   | 25명 | 25명 |

그리고 위 자료를 바탕으로 후보 간 일대일 대결을 할 경우, 각 결과를 정리하면 아래와 같다.
| 일대일 대결 상대 | 일대일 대결 상대 | 결과 | 결과                          |
| 일대일 대결 상대 | 일대일 대결 상대 | 승자 | 득표                          |
| A vs B           | A vs B           | B    | A: 40표(①+②+⑤) B: 60표(③+④+⑥) |
| A vs C           | A vs C           | C    | A: 45표(①+②+③) C: 55표(④+⑤+⑥) |
| B vs C           | B vs C           | C    | B: 45표(①+③+④) C: 55표(②+⑤+⑥) |

위의 표에서 확인할 수 있듯이, A는 어느 누구와 일대일 대결을 하여도 진다. 이처럼 다른 모든 후보들과의 일대일 대결에서 지는 후보가 있을 시, 그 자를 콩도르세 패자(Condorcet loser)라고 한다. 반면 C는 어느 누구와 일대일 대결을 하여도 이긴다. 이처럼 다른 모든 후보들과의 일대일 대결에서 이기는 후보가 있을 시, 그 자를 콩도르세 승자(Condorcet winner)라고 한다. 즉 위의 경우 A는 콩도르세 패자고. C는 콩도르세 승자다. 한편 콩도르세 승자는 선호도가 가장 높은 후보, 콩도르세 패자는 선호도가 가장 낮은 후보로 이해되고 있다. 그리고 많은 학자들은 공정한 투표제도가 갖춰야 할 조건의 하나로 '만약 콩도르세 승자가 있다면 그는 당선되어야 하고, 만약 콩도르세 패자가 있다면 그는 당선되어선 안된다.'를 제시하고 있다.
그런데 세 후보 간 3자 대결을 하면, 아래 표에서 보듯이 콩도르세 패자인 A가 1위를 하여 당선되고, 콩도르세 승자인 C는 꼴찌가 된다.
| 3자 대결    | 3자 대결    | 결과 | 결과                                   |
| 3자 대결    | 3자 대결    | 승자 | 득표                                   |
| A vs B vs C | A vs B vs C | A    | A: 40표(①+②) B: 35표(③+④) C: 25표(⑤+⑥) |

이처럼 단순 다수결에 의한 투표제도, 즉 단순 다수제에서는 후보가 3명 이상일 경우, 콩도르세 패자가 당선되거나, 콩도르세 승자가 낙선되는 이상한 일이 벌어질 수도 있다. 대표적인 사례가 1987년 대한민국 대통령 선거다. 당시 여권에선 노태우 후보가, 야권에선 김영삼 후보와 김대중 후보가 출마하였다. 각 후보에 대한 지지도 자료에 의하면, 김영삼 후보는 노태우 후보와의 일대일 맞대결에서 이길 뿐만 아니라 김대중 후보와의 일대일 맞대결에서도 이기는 것으로 분석되었다. 반면 노태우 후보는 다른 두 후보와의 일대일 맞대결에서 지는 것으로 분석되었다. 즉 김영삼 후보는 콩도르세 승자, 노태우 후보는 콩도르세 패자였다. 따라서 당시 노태우 후보는 선호도가 가장 낮은 후보였다고 할 수 있다. 그러나 선거 결과, 콩드르세 패자인 노태우 후보가 36.6%의 표를 얻어 대통령에 당선되었다.
그런데 만약 선거가 선호투표제로 치러진다면, 콩도르세 패자의 당선은 불가능하다. 이유를 설명하면 다음과 같다. 선호투표제에서 당선되기 위해서는 과반 득표를 해야 한다. 그런데 콩도르세 패자는 그 개념 정의상, 다른 후보와의 양자대결에서 과반 득표를 할 수 없는 자이다. 한편 양자대결에서조차 과반득표가 불가능하므로 다자대결에서는 당연히 과반 득표가 불가능하다. 따라서 선호투표제에서 집계가 거듭되면서 다른 후보들과의 다자대결이 펼쳐지든, 특정 후보와의 양자 대결이 펼쳐지든 콩도르세 패자는 과반 득표를 할 수 없고, 당선 불가능하다. 그러므로 만약 위 1987년의 선거에 선호투표제가 채택되어 있었다면, 콩도르세 패자인 노태우 후보의 당선은 일어나지 않았을 것이다.

### 결선투표제 대비 장점

#### 2회 투표 불필요
결선투표제는 투표를 두 차례 실시해야 할 수도 있다. 반면 선호투표제는 한 차례의 투표만 하면 된다. 따라서 선호투표제는 결선투표제와 달리 투표를 두 차례 실시해야 함에 따른 번거로움이 없고, 제반 비용이 적게 들 수도 있다.

#### 개별 유권자 선호의 보다 정밀한 반영
결선투표제하에서는 1차 투표에서 여러 명의 후보가 한꺼번에 탈락될 수도 있다. 따라서 특정 유권자의 입장에서는 1차 투표에서 투표한 자신의 1순위 후보뿐 아니라 자신의 2순위 후보도 1차 투표에서 동시에 탈락해버릴 수가 있다. 이 경우 해당 유권자는 2차 투표에서 자신의 2순위 선호를 표로 표시하여 투표 결과에 반영시킬 방법이 없다.
반면 선호투표제는 당선자가 결정될 때까지 한 번의 집계마다 최저득표자 한 명씩을 탈락시킨다. 따라서 선호투표제하에서의 유권자에겐 자신의 1순위 후보와 2순위 후보가 어느 집계에서 동시에 탈락하는 일은 일어나지 않는다. 또한 자신의 1순위 후보가 어느 집계에서 탈락하더라도, 그 다음 집계에서 자신의 2순위 선호를 결과에 반영시키게 된다. 마찬가지로 2순위 후보가 어느 집계에서 탈락해도, 3순위 선호를 그 다음 집계에서 결과에 반영시킨다. 이처럼 당선자가 결정될 때까지 자신의 선순위 후보가 탈락하더라도 차순위 선호를 다음 집계결과에 반영할 수 있다. 즉 선호투표제는 결선투표제보다 개별 유권자의 선호를 훨씬 정밀하게 반영할 수 있다. 그리고 그에 따른 효과로서 유권자의 사표방지심리 작동의 여지도 줄여준다. 구체적인 예를 들어 설명하면 아래와 같다.
가령 결선투표제로 치러지는 선거에 A, B, C, D가 출마하였는데, 1차 투표 결과 A와 B가 결선에 진출했고, C와 D는 각각 3위, 4위가 되어 탈락했다고 하자. 이 경우 1차 투표에서 D에게 투표했던 유권자들 중에는 'D를 가장 선호하고, 2순위로 C를 선호하는' 사람들도 있을 것이다. 하지만 이들은 자신의 2순위 선호를 투표로 표시할 방법이 없다. 왜냐하면 C는 1차 투표에서 탈락되었기 때문이다. 또한 투표 전에 실시한 여론조사에서도 C가 3위, D가 4위로 나타났다면 'D를 가장 선호하고, 2순위로 C를 선호'하는 유권자들 중에는 사표방지심리에 의해 D에 대한 투표를 포기하고, 그나마 D보다는 결선진출 가능성이 높다고 판단되는 C에게 투표하는 경우도 있을 것이다.
반면 똑같은 경우 선호투표제하에서는 1차 집계에서 D만을 탈락시킨다. 그리고 1순위로 D를 찍었던 유권자들의 표는 사표가 되는 것이 아니라 그들이 2순위로 찍은 후보들에게 분배된다. 가령 1순위로 D를, 2순위로 C를 찍은 유권자들의 표는 C가 1차 집계에서 얻은 표와 합쳐져 재집계된다. 따라서 앞서 본 결선투표제에서의 경우와 달리 'D를 가장 선호하고, 2순위로 C를 선호'하는 유권자들의 해당 선호는 2차 집계에 반영된다. 또한 투표 전에 실시한 여론조사에서 설령 D가 4위로 나타났더라도, D를 가장 선호하는 유권자들로선 사표가 될까봐 두려운 마음에 D에 대한 1순위 투표를 포기(사표방지심리에 따른 선택)할 이유가 없다. 왜냐하면 실제 1차 집계에서 D가 4위가 되어 탈락하면 D를 1순위로 찍었던 유권자들의 표는 사표가 되는 것이 아니라, 다음 집계에서 그들의 2순위 후보에게 분배되어 결과에 반영되기 때문이다.

## 단점

### 결선투표제에서와 동일한 단점

#### 단조성 조건 불충족
학자들이 말하는 공정한 투표제도가 갖춰야 할 조건 중 한 가지가 단조성인데, 어떤 후보에 대한 지지가 늘어났으면 그 후보가 불리해지지 않아야 한다는 것이다. 그런데 선호투표제는 (결선투표제와 마찬가지로) 이 단조성 조건에 위배되는 경우가 존재한다. 구체적 사례를 들면 아래와 같다.
선호투표제로 치러지는 선거에 A, B, C 가 출마했다. 총 100명의 유권자가 투표하는데, 이들을 후보들에 대한 선호 순서에 따라 구분하면 다음과 같다. (아래의 표에서 가령 A>B>C 라는 것은 A를 가장 선호하고, 그 다음으로 B, C의 순서로 선호한다는 뜻이다.)
| 선호 순서 | 인원 | 인원 |
| A>B>C     | 10명 | 40명 |
| A>C>B     | 30명 | 40명 |
| B>A>C     | 9명  | 33명 |
| B>C>A     | 24명 | 33명 |
| C>A>B     | 11명 | 27명 |
| C>B>A     | 16명 | 27명 |

만약 이대로 선거가 치러진다면, 1차 집계에서는 A가 40표, B가 33표, C가 27표를 얻어 C가 탈락하고, C가 받은 표는 A와 B에게로 분배된 뒤, 2차 집계가 이루어진다. 그리고 2차 집계에선 A가 B를 누르고(A: 51표, B: 49표) 당선된다. 그런데 선거일을 앞두고 A가 쓴 책이 큰 인기를 끄는 바람에 A를 지지하는 사람이 더 늘어났다고 하자. 지지자가 늘었으니 당연히 A의 당선이 더욱 더 확고해져야 한다. 그러나 선호투표제에서는 지지자가 늘어나는 것이 오히려 역효과를 낼 수가 있다. 예컨대 책 출판 후에 A를 지지하기로 마음을 바꾼 사람들이 모두 전에는 B를 지지하던 사람들, 그 중에서도 B>A>C의 선호 순서를 가진 사람들이었다고 하자. 그렇게 되면 1차 집계 결과, A가 49표, B가 24표, C가 27표를 얻어 B가 탈락하고, B가 받은 표는 A와 C에게로 분배된 뒤, 2차 집계가 이루어진다. 그리고 2차 집계에서는 C가 A를 누르고(A: 49표, C: 51표) 당선된다. 결국 A에 대한 지지도가 높아졌는데, 이 때문에 A가 탈락하게 되는 이상한 일이 벌어진 것이다.

#### 콩도르세 승자의 낙선 가능
학자들은 공정한 투표제도가 갖춰야 할 조건으로 위에서 설명한 단조성을 포함하여 공통적으로 세 가지 조건을 제시한다. 그 밖에 많은 학자들은 콩도르세 조건을 추가하기도 한다. 콩도르세 조건은 '만약 콩도르세 승자가 있다면 그는 당선되어야 하고, 만약 콩도르세 패자가 있다면 그는 당선되어선 안된다.'는 것이다.
그런데 위 장점 문단에서 설명하고 있듯이, 선호투표제에서 콩도르세 패자의 당선은 불가능하다. 하지만 (결선투표제와 마찬가지로) 콩도르세 승자의 낙선은 일어날 수 있다. 구체적인 사례를 들어 설명하면 다음과 같다.
선호투표제로 치러지는 선거에 A, B, C 가 출마했다. 총 100명의 유권자가 투표하는데, 이들을 후보들에 대한 선호 순서에 따라 구분하면 다음과 같다. (아래의 표에서 가령 A>B>C 라는 것은 A를 가장 선호하고, 그 다음으로 B, C의 순서로 선호한다는 뜻이다.)
| 선호 순서 | 인원 | 인원 |
| A>B>C     | 10명 | 40명 |
| A>C>B     | 30명 | 40명 |
| B>A>C     | 5명  | 35명 |
| B>C>A     | 30명 | 35명 |
| C>A>B     | 15명 | 25명 |
| C>B>A     | 10명 | 25명 |

이 경우, 만약 C가 A와 일대일 대결을 하면 C가 55표, A가 45표를 얻어 C가 이긴다. 또한 B와 일대일 대결을 하여도 C가 55표, B가 45표를 얻어 C가 이긴다. 따라서 C는 콩도르세 승자다.
그런데 만약 3자 대결이 펼쳐진다면 이상한 일이 벌어진다. 즉 A가 40표, B가 35표, C가 25표를 얻어 C는 3위가 되는 것이다. 따라서 선호투표제로 펼쳐지는 위 선거에서 C는 1차 집계에서 최저 득표자가 되어 탈락한다. 즉 콩도르세 승자가 낙선한다. 콩도르세 조건을 충족시키지 못하는 것이다.

### 기타
많은 후보가 출마하는 경우 유권자들이 모든 후보들을 인지해 선호 순서를 정하는 것에 어려움이 있을 수 있다. 그리고 개표과정이 복잡하여 시간이 오래걸릴 수가 있다.

## 2002년 프랑스 대선이 선호투표제로 치러졌다면?
프랑스의 대통령 선거는 결선투표제로 치러진다. 즉 1차 투표에서 과반 득표자가 없을 경우, 1차 투표의 상위 2명만을 대상으로 결선투표를 치른다.
한편 2002년 대통령 선거를 앞둔 프랑스에서는 당시의 각종 자료를 볼 때, 좌파 지지자가 우파 지지자보다 훨씬 많았다. 즉 우파의 집권보다 좌파의 집권을 바라는 유권자가 많았다. 따라서 당시 선거에선 좌파 후보의 당선이 다수의 의사에 부합하는 결과였다. 그리고 그것이 다수결을 원칙으로 하는 민주주의에 부합하는 결과라고 할 것이다. 하지만 당시 좌파 후보가 난립하는 바람에 좌파 지지자들의 표가 분산되었다. 결국 좌파 후보는 아무도 결선에 오르지 못하고, 우파 후보 2명만이 결선에 진출하였다. 당시 1차 투표에서 좌파 후보들의 득표율 총합은 무려 60%를 넘었다. 그럼에도 불구하고 프랑스 유권자들은 결선에서 우파 후보들 중에서만 한 명을 택해야 하는 아이러니한 상황을 맞은 것이다.
만약 당시 최저 득표자를 탈락시키는 선거를 반복해서 했다면, 좌파 후보가 최종 당선되었겠지만, 이 방식은 지나치게 번거롭다는 문제가 있다. 그런데 이러한 번거로움을 해결해주는 제도가 바로 선호투표제다. 즉 2002년 프랑스 대선이 결선투표제가 아니라 선호투표제로 치러졌다면, 좌파 후보가 당선되어 다수의 의사에 부합하는 결과가 나왔을 것이다.
1. 전제
- 2002년 프랑스 대통령 선거가 선호투표제로 치러졌다고 가정하자.
- 선거에 총 m명의 후보(P1, P2, ..., Pn, Pn+1, ..., Pm)가 출마했다. 후보들 중 (P1, P2, ..., Pn)은 좌파 후보이고, 나머지 (Pn+1, ..., Pm)은 우파 후보이다.
- 좌파 후보는 2명 이상, 우파 후보 역시 2명 이상이다.[7]
- 좌파 지지자는 임의의 좌파 후보 a와 임의의 우파 후보 b에 대하여, a를 b보다 선호한다.[8]
- 전체 투표자의 과반은 좌파 지지자다.
- 선호투표제는 과반 득표자(당선자)가 나올 때까지 한 번의 집계마다 최저 득표자 한 명씩을 탈락시킨다. 이때의 탈락을 이하에서는 중도탈락이라고 부르기로 하자.

2. 집계 결과
가. 1차 집계
좌파 지지자의 표는 좌파 후보들에게로 분산되었을 것이다. 그런데 좌파 지지자의 표를 합하면 전체 표의 과반이다. 따라서 우파 후보들 중에는 과반 득표자(당선자) 있을 수 없다. 반면 좌파 후보들 중에서는 과반 득표자가 있을 수도 있는데, 만약 과반 득표자가 있다면 그 자가 당선자로 결정되고 집계는 종료된다.
나. 2차 집계 이후
1차 집계에서 과반 득표자가 없으면 최저 득표자를 탈락시키고 2차 집계, 그래도 과반 득표자가 없으면 또 최저득표자를 탈락시키고 3차 집계 등 재집계가 진행된다. 하지만 재집계를 하여도 좌파 후보들 중에 중도탈락자가 없는 한, 위와 똑같다. 즉 전체 표의 과반에 해당하는 좌파 지지자들의 표를 좌파 후보들이 모두 차지하고 있으므로, 우파 후보들 중에서는 과반 득표자가 있을 수 없다.
또한 설령 좌파 후보들 중에서 중도탈락자가 발생하여도, 해당 탈락자가 받은 표 중 좌파 지지자로부터 받은 표는 좌파 후보들 중 탈락되지 않고 남아 있는 후보들에게 이전되어 합쳐질 것이다. 그리하여 결국 전체 표의 과반에 해당하는 좌파 지지자들의 표는 여전히 좌파 후보들(물론 그 중 중도탈락자는 제외)가 가진다. 따라서 여전히 우파 후보들 중에는 과반 득표자가 있을 수 없다. 반면 좌파 후보들(물론 그 중 중도탈락자는 제외) 중에는 과반 득표자가 있을 수도 있는데, 만약 과반 득표자가 있다면 그 자가 당선자로 결정되고 집계는 종료된다.
한편 과반 득표자가 나오지 않아 재집계가 거듭되면서 좌파 후보들이 한 명씩 중도탈락하고, 좌파 후보들 중 단 한 명만이 남게 된다면, (전체 표의 과반을 차지하는) 좌파 지지자들의 표는 그 한 명의 좌파 후보가 다 갖게 된다. 그리고 그 경우 그 자는 당연히 과반 득표자이므로 당선이 되고, 집계는 종료된다.
요컨대 1차 집계든, 2차 집계 이후든 좌파 후보들이 두 명 이상 남아 있는 한, 당선자는 좌파 후보들 중에서 나오면 나왔지 우파 후보들 중에서는 나올 수 없다. 그리고 좌파 후보들이 한 명씩 중도탈락하여 단 한 명만 남게 될 경우엔 그 자가 당선자가 되고 집계는 종료된다. 따라서 어떠한 경우에도 우파 후보들 중에서는 당선자가 나올 수 없다.
3. 결론
2002년 프랑스 대통령 선거가 선호투표제로 치러졌다면, 좌파 후보들 중에서 당선자가 나왔을 것이다.

## 채택 국가
중앙 의회에서 이 방식을 채택한 경우는 호주의 하원선거가 대표적이다. 미국에서는 일부 주에서 사용되고 있으며, 버락 오바마 전 미국 대통령은 상원 의원 시절 선호투표제를 미국 전 지역에 도입하자고 주장하며 관련 법안을 발의한 적 있다. 또한 미국의 대표적 영화 시상식인 아카데미 작품상 투표에도 선호투표제가 채택되어 있다.
대한민국에서는 2002년 민주당 대통령 후보 결정 과정에서 부분적으로 원용되었고, 2004년 열린우리당의 대한민국 제17대 국회의원 선거 당내 경선과 2014년 새정치민주연합의 7.30 재보궐선거 당내 경선에서 활용되었다.

## 변형된 선호투표제
선호투표제에서 투표자는 후보자 전원의 선호 순위를 표시해야 한다. 가령 10명이 출마했으면 투표자는 1순위 후보부터 10순위 후보까지 표시해야 한다. 그런데 출마자가 너무 많으면 선호 순위를 표시하는데 어려움이 있을 수 있다. 따라서 선호 순위 표시를 투표자가 원하는 만큼만 하도록 할 수 있다. 가령 10명이 출마한 선거에서 3순위 후보까지만 표시하고 싶은 사람은 3순위 후보까지만 표시하고, 10순위 후보까지 모두 표시하고 싶은 사람은 그렇게 하는 식이다. 이 경우 집계가 거듭됨에 따라 더 이상의 이전이 불가능한 표가 나올 수 있는데, 해당 표는 이후 집계에선 무효표로 처리한다.
한편 후보자 전원의 선호 순위를 적게 하되, 1차 집계에서 과반 득표자가 없을 경우, 1차 집계의 1위, 2위만을 남기고 나머지 모두를 탈락시킨 뒤, 탈락자들이 받은 표는 각 표에 미리 적혀 있는 선호 순위에 의해 1차 집계의 1위 또는 2위에게 이전하는 방식으로 분배하여 2차 집계를 하는 방법이 있다. 이는 그야말로 즉석결선투표제다.

## 보르다 투표제와의 차이
보르다 투표제는 18세기 프랑스의 수학자인 보르다(Borda)가 창안안 방식이다. 이 방식에서는 유권자가 매긴 선호 순위에 점수를 매긴다. 가령 1순위는 4점, 2순위는 3점, 3순위는 2점, 4순위는 1점 등으로 점수를 부여한다. 그리하여 가장 많은 점수를 얻은 후보가 당선되는 방식이다. 후보자 전원에게 선호 순위를 매긴다는 점에서는 선호투표제와 유사하지만 선호투표제와 달리 여러 번의 개표가 필요없다. 보르다 계산법(Borda count)이라고도 불린다. 미국의 메이저리그 야구에서는 MVP를 선정할 때 이와 같은 방법을 쓴다.

## 같이 보기
- 결선투표제
- 단기 이양식 투표 제도